# فوكي يامادا
فوكي يامادا (باليابانية: 山田 楓喜) (مواليد 10 يوليو 2001) هو لاعب كرة قدم ياباني.

## وصلات خارجية
- فوكي يامادا على موقع رابطة كرة القدم اليابانية للمحترفين (اليابانية)
- فوكي يامادا على موقع إي إس بي إن إف سي (الإنجليزية)
- فوكي يامادا على موقع قاعدة بيانات كرة القدم.إي يو (الإنجليزية)
- فوكي يامادا على موقع Soccerbase.com (لاعب) (الإنجليزية)
- فوكي يامادا على موقع Soccerway.com (الإنجليزية)
- فوكي يامادا على موقع عالم كرة القدم.نت (الإنجليزية)